# Sandra Bem
Sandra Ruth Lipsitz Bem (22 de junio de 1944 – 20 de mayo de 2014) fue una psicóloga norteamericana, conocida por sus trabajos de androginia y estudios de género, realizados junto a su marido. Su trabajo sobre las funciones de género, polarización de género y estereotipos de género dirigieron directamente a una acción más igualitaria de oportunidades para las mujeres en los Estados Unidos.

## Vida personal
Hija de Peter y Lilian Lipsitz, nació el 22 de junio de 1944 en Pittsburgh, Pensilvania. El primer objetivo de Bem fue ser un secretaria como su madre, de modo que pueda tener su teléfono propio y escritorio (símbolos de autonomía). Sandra finalmente se casó con Daryl Bem, de quien adoptó su segundo apellido. Su esposo también fue profesor de psicología. El matrimonio Bem tuvo 2 hijos y también un nieto, Felix Viksne Bem. Posteriormente decidieron vivir por separado, pero seguir casados hasta la muerte de Sandra, en el año 2014.

## Educación y carrera
Bem estudió en la Universidad Margaret Morrison Carnegie, ahora conocido como Universidad de Carnegie Mellon, donde se graduó en Psicología. Posteriormente,  estudió en la Universidad de Míchigan, hasta que en 1968 obtuvo un nuevo posgrado. Su disertación se centró principalmente en el problema de procesamiento cognitivo que podrían solucionar los relacionados con niños muy jóvenes. 
Después de obtener su doctorado, Bem consiguió ingresar como profesor en Carnegie-Mellon para luego trabajar en la Universidad de Stanford, donde trabajó hasta 1978. Ella y su marido Daryl Bem en conjunto dieron cátedras en la Universidad de Cornell, donde dirigieron un programa de estudio para las mujeres. Bem centró su búsqueda también en la psicología clínica, hasta que se retiró en 2010, tras detectarsele Alzheimer.

### Influencias en la Psicología
Sandra Lipsitz y su marido, Daryl Bem, defendieron el matrimonio igualitario. El equipo-matrimonio ha reclamado altamente como testigos en los impactos negativos que producen los estereotipos en función del sexo, tanto en lo individual como en lo social. Se ocuparon de redactar sobre los efectos limitativos de las funciones del sexo tradicional, comprometidos con los movimientos de liberación femenina.
En conjunto han escrito Inventario de Roles Sexuales de Bem (BSRI), el cual es un inventario que propone que en lo individual se pueden exhibir iguales características, tanto mujeres como hombres. Es un autoinforme que planteó la realidad de las libertades y derechos de género en la década de 1970. El BSRI fue tarde utilizado para medir la flexibilidad psicológica e indicadores conductistas. La pareja Bem también desarrolló el Esquema de la Teoría de Géneros. Su búsqueda cuestionó las creencias sociales y propuso de las suposiciones de las funciones de sexo, son opuestas, bipolares, y mutuamente exclusivos.
Uno de los argumentos principales consiste en que los roles de género tradicional son restrictivos para ambos, hombres y mujeres, y puede tener consecuencias negativas para lo individual, como para la sociedad, globalmente.

### Contexto social
Hoy, el igualitarismo ya no es un concepto nuevo, porque la mujer ha dado un paso arriba, reclamando el respeto y valor que   merece. En 1965 el “sexismo” estuvo introducido como base de la discriminación del sexo.

## Legado
Sandra padeció la enfermedad de Alzheimer por 4 años, lapso en el cual practicó tratamientos experimentales y alternativos, hasta que se suicidó en su casa en Ithaca el 20 de mayo de 2014. Su marido, Daryl, estaba presente. Su legado ha contribuido como sostén psicológico del fundamento de los movimientos feministas, y el trabajo en conjunto con su marido demostró que se puede ejercer un planteo inteligente en la sumatoria de géneros, sin exclusiones y en concordancia recíproca.

## Premios y honores
Sandra Lipsitz Bem recibió muchos premios por sus trabajos. Su primero fue entregado por la Asociación Psicológica Americana, Premio Científico a la Psicología en 1976. En 1977 le fue otorgado el Premio de Publicación por la Asociación de Mujeres en Psicología, y en 1980 recibió el Premio de Becario por la Asociación Americana de Mujeres Universitarias (Makosky, 1990). En 1995,  fue seleccionada como “Mujer Eminente en Psicología” por las Divisiones de Historia y Psicología General de la Asociación Psicológica Americana.

## Trabajos
- Bem, Sandra L. (1974). "The measurement of psychological androgyny". Journal of Consulting and Clinical Psychology. 42, 155–62.
- Bem, Sandra L. and C. Watson. (1976). "Scoring packet: Bem Sex Role Inventory". Unpublished Manuscript
- Bem, S. L. (1976). "Sex typing and androgyny: Further explorations of the expressive domain". Journal of Personality and Social Psychology, 34, 1016.
- Bem, S. L. (1976). "Sex typing and the avoidance of cross-sex behavior". Journal of Personality and Social Psychology, 33, 48.
- Bem, S. L. (1977). "On the utility of alternative procedures for assessing psychological androgyny". Journal of Consulting and Clinical Psychology, 54, 196–205
- Bem, S. L. (1977). The 1977 annual handbook for group facilitators.
- Bem, S. L. (1979). "Theory and measurement of androgyny: A Reply to the Pedhazur–Tetenbaum and Locksley–Colten Critiques." Journal of Personality and Social Psychology, 37, 1047.
- Bem, S. L., & Andersen, S. M. (1981). "Sex typing and androgyny in dyadic interaction: Individual differences in responsiveness to physical attractiveness." Journal of Personality and Social Psychology, 41, 74.
- Bem, S. L. (1981). "Gender schema theory: A cognitive account of sex typing source". Psychological Review, 88, 354.
- Bem, S. L. (1981). "The BSRI and gender schema theory: A reply to Spence and Helmreich". Psychological Review, 88, 369–71.
- Bem, S. L. (1982). "Gender schema theory and self-schema theory compared: A comment on Markus, Crane, Bernstein, and Siladi's "Self-schemas and gender"". Journal of Personality and Social Psychology, 43,1192
- Bem, S. L. (1989). "Genital knowledge and gender constancy in preschool children". Child Development, 60, 3.
- Bem, S. L. (1993). The lenses of gender: Transforming the debate on sexual inequality. New Haven, CT: Yale University Press.
- Bem, S. L. (1995). "Dismantling gender polarization and compulsory heterosexuality: Should we turn the volume down or up?" Journal of Sex Research, 32, 329–334.
- Bem, S. L. (1998), An Unconventional Family. New Haven, CT: Yale University Press.
- Bem, S. L., Schellenberg, E. G., & Keil, J. M. (1995). ""Innocent victims" of AIDS: Identifying the subtext". Journal of Applied Social Psychology, 25, 1790–1800.
- Chesler, P., Rothblum, E. D., & Cole, E. ( 1995). Feminist foremothers in women's studies, psychology, and mental health. New York: Haworth Press.
- Frable, D. E. S. and Bem, S. L. (1985). "If you are gender schematic, all members of the opposite sex look alike". Journal of Personality and Social Psychology, 49, 459.